# Kulfoting
Kulfoting (Amphitomeus attemsi) är en mångfotingart som först beskrevs av Christoph D. Schubart 1934.  Kulfoting ingår i släktet Amphitomeus och familjen kuldubbelfotingar. Arten har ej påträffats i Sverige. Inga underarter finns listade i Catalogue of Life.